# Jacques de Menou (homme politique)
Pour les articles homonymes, voir Jacques de Menou.
Jacques de Menou (30 octobre 1932, Strasbourg - 11 août 2010, Morlaix,) est un homme politique français. Membre du Rassemblement pour la République, il est sénateur du Finistère de 1989 à 1998.

## Biographie
Ingénieur agronome de formation, il est le fondateur de la S.A. Studler, spécialisée dans le poussin d'un jour.
Entré en politique en devenant conseiller municipal de Plouvorn en 1965, il est élu maire un an plus tard, à la suite de la démission du premier magistrat de la commune.

En 1973, il est élu conseiller général du canton de Plouzévédé, siège qu'il occupe jusqu'en 2004. De 1982 à 1989, il est conseiller régional de la région Bretagne. De 1989 à 1998, il est sénateur RPR du Finistère.

Lors des élections municipales de 2008, il décide de ne pas se représenter, après avoir occupé durant 42 ans les fonctions de maire de Plouvorn.

## Mandats
- De 1966 à 2008 : maire de Plouvorn
- De 1973 à 2004 : conseiller général du canton de Plouzévédé
- De 1982 à 1989 : conseiller régional de la région Bretagne. Vice-président du Conseil régional
- Du 24 septembre 1989 au 30 septembre 1998 : sénateur du Finistère

## Décorations
- Chevalier de la Légion d'honneur: 2000
- Chevalier de l'ordre national du Mérite
- Officier du Mérite agricole